# デニーロ!
『デニーロ!』は、東海テレビとテレビ静岡の2局で放送されたバラエティ番組。製作局の東海テレビでは2007年10月26日から2008年12月19日まで放送。

## 概要
ゲストのお笑い芸人（主に松竹芸能所属者）が各回で特集する分野のマニアの下を訪れ、その人物に弟子入りして技を習得していくという番組である。司会は、挑戦者の相方と東海テレビアナウンサーの藤本晶子が担当。ただし、2008年8月8日放送分に出演した江戸むらさきは2人とも挑戦者としてロケに参加していた。番組タイトルは、役作りのために私生活をも変えるアメリカの映画俳優ロバート・デ・ニーロに因む。
挑戦者には、その回で挑戦した分野のマニアであることを自分の履歴書に明記してよいかどうかを判定するテストが課された。しかし、各回で取り上げる分野は数時間～半日程度のロケ時間では到底習得不可能なものが多く、挑戦者の殆どは技の習得に失敗していた。また、番組のラストでは黄金のデニーロ像が挑戦者に手渡されていたが、この像が掲げる履歴書には番組そのもののオチを兼ねたコメントが書かれていて、挑戦結果の如何にかかわらず失敗ということにさせられるなど、基本的には失敗に終わることを前提にした構成が組まれていた。しかし稀に成功した回もあり、やらせを全編通して行っているわけではなかった。
レギュラー放送終了直後の2008年12月21日深夜、この番組への出演経験があるお笑い芸人たちによる関連特番『デニーロ!FINAL お笑いスーパーライブSP』が放送された。また、2009年1月6日から同年3月31日まで番組の再放送が行われた。ただし、この再放送は初回から通してではなく、挑戦者が技の習得に成功した回を優先的に選んでいた。同年6月23日には、TBSの『リンカーン』でこの番組のTKOの出演シーンと番組タイトルロゴが全国ネットで放送された。

## スタッフ
- プロデューサー - 青黄昭彦、伊藤雅章（東海テレビ）、柴田清一、藤原俊博（東海テレビプロダクション）
- チーフディレクター - 戸谷泰治（東海テレビプロダクション）
- ディレクター - 浅野正裕、木造隆矢、小林純子（東海テレビプロダクション）、石賀一啓、船戸秀生（ホーボーズ）、森哲也（第二制作）、宮井健太郎（フリー）

## 放送局
| 放送対象地域 | 放送局     | 系列           | 放送日時           | 備考                  |
| ------------ | ---------- | -------------- | ------------------ | --------------------- |
| 中京広域圏   | 東海テレビ | フジテレビ系列 | 金曜 25:30 - 26:00 | 製作局                |
| 静岡県       | テレビ静岡 | フジテレビ系列 | 金曜 26:35 - 27:05 | 2008年4月11日放送開始 |